# Straccio

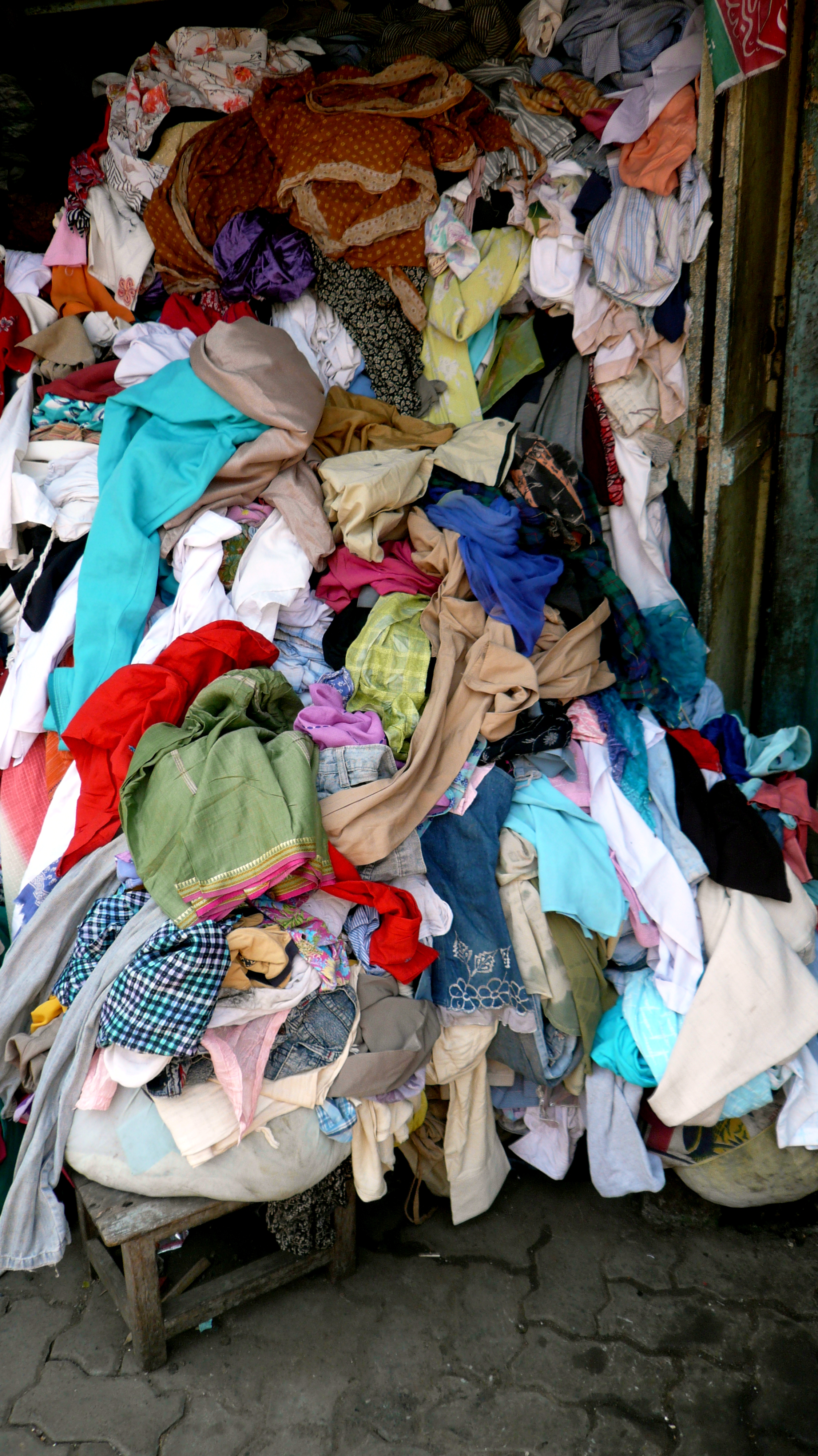
Stracci al Chor bazar di Mumbai

Uno straccio (prevalentemente in uso toscano cencio) è un pezzo di stoffa, solitamente ottenuto da vecchi lenzuoli di cotone, indumenti o altri tessuti non più utilizzabili per il loro scopo originale, ma riciclabili come materiale grezzo. 
Viene spesso utilizzato per effettuare le pulizie domestiche o per altri compiti in cui la qualità della stoffa non è importante e lo straccio stesso è sacrificabile.

## Etimologia
Il termine deriva dall'atto di stracciare, con cui si può tagliare la stoffa: praticato un piccolo taglio, essa viene strappata tirando i lembi in direzioni opposte. Ne risulterà un taglio perfettamente rettilineo, data la caratteristica dell'armatura a tela di cedere allo strappo o lungo il senso dell'ordito, rompendo tutti i fili di trama tra due fili d'ordito, o, viceversa, rompendo tutti i fili d'ordito se lo strappo avviene nel senso della trama.

## Usi
Gli stracci possono essere adatti al riciclo industriale o per la fabbricazione della carta (carta di stracci).
L'impiego di stracci di lana crebbe notevolmente verso la metà del XIX secolo nella produzione della lana rigenerata, e poco tempo dopo si cominciò a utilizzare anche quelli di cotone nel ciclo rigenerato del cotone. 
Nella fabbricazione della carta di stracci, l'applicazione più antica, che in Italia ebbe inizio nel tardo XIII secolo, si utilizzano stracci di cotone, canapa e lino, e solo più raramente, in casi particolari, di lana. 
Straccio viene usato anche come sinonimo di strofinaccio, per indicare un prodotto commerciale nuovo (uno straccio per lavare i pavimenti), oppure in senso figurato per indicare un vestito scadente o mal ridotto, anche se ancora indossabile.